# Anoploderomorpha tenebraria
Anoploderomorpha tenebraria es una especie de escarabajo longicornio del género Anoploderomorpha, tribu Lepturini, subfamilia Lepturinae. Fue descrita científicamente por Holzschuh en 1995.
El período de vuelo de la especie se presenta durante el mes de junio.

## Descripción
Mide 9,1-12,6 milímetros de longitud.

## Distribución
Se distribuye por China.